# Koněšín
Koněšín település Csehországban, a Třebíči járásban. Koněšín Smrk, Vladislav, Číměř, Kozlany, Studenec és Třebenice településekkel határos. Lakosainak száma 501 fő (2024. január 1.).

## Népesség
A település lakosságának változását az alábbi diagram mutatja:
| Lakosok száma | 421  | 592  | 580  | 590  | 554  | 469  | 509  | 508  | 490  | 501  |
|               | 1869 | 1900 | 1921 | 1961 | 1980 | 2011 | 2016 | 2019 | 2021 | 2024 |